# Miksja
Miksja – krążenie wód w jeziorze lub innym zbiorniku wodnym na skutek oddziaływania czynników atmosferycznych, głównie wiatru i temperatury.

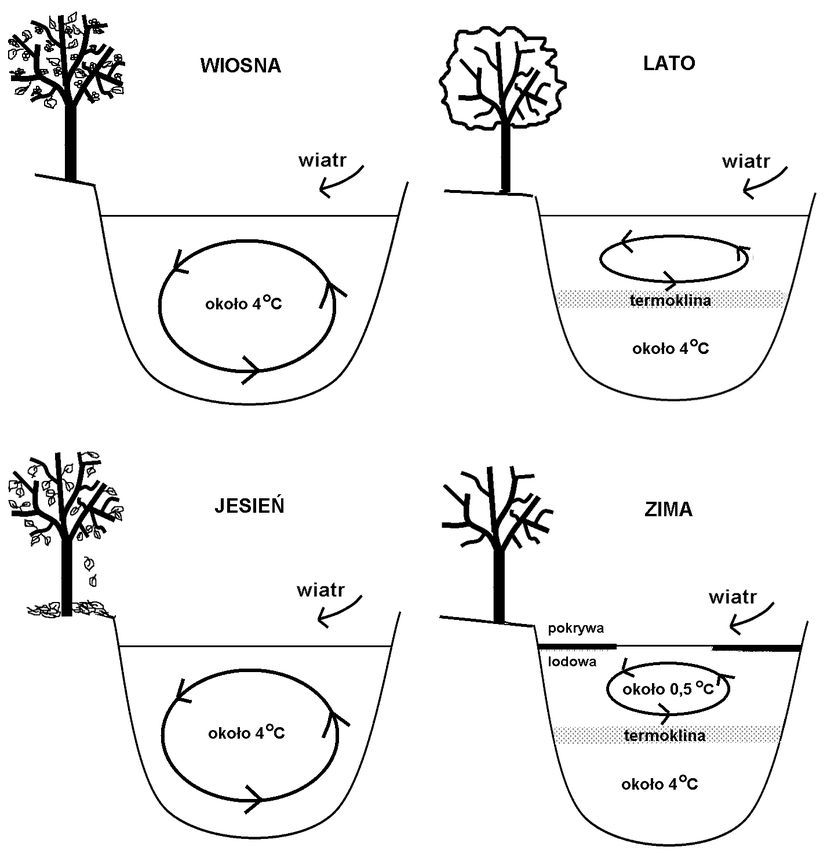
Miksja zbiornika wodnego

## Rodzaje jezior ze względu na miksję
- jezioro monomiktyczne
- jezioro dimiktyczne
- jezioro polimiktyczne
- jezioro holomiktyczne
- jezioro meromiktyczne